# هوئوگبه
هوئوگبه (به لاتین: Houéyogbé) یک منطقهٔ مسکونی در بنین است که در استان مونو واقع شده‌است. هوئوگبه ۲۹۰ کیلومتر مربع مساحت و ۷۴٬۴۹۲ نفر جمعیت دارد.